# 木の岡古墳群

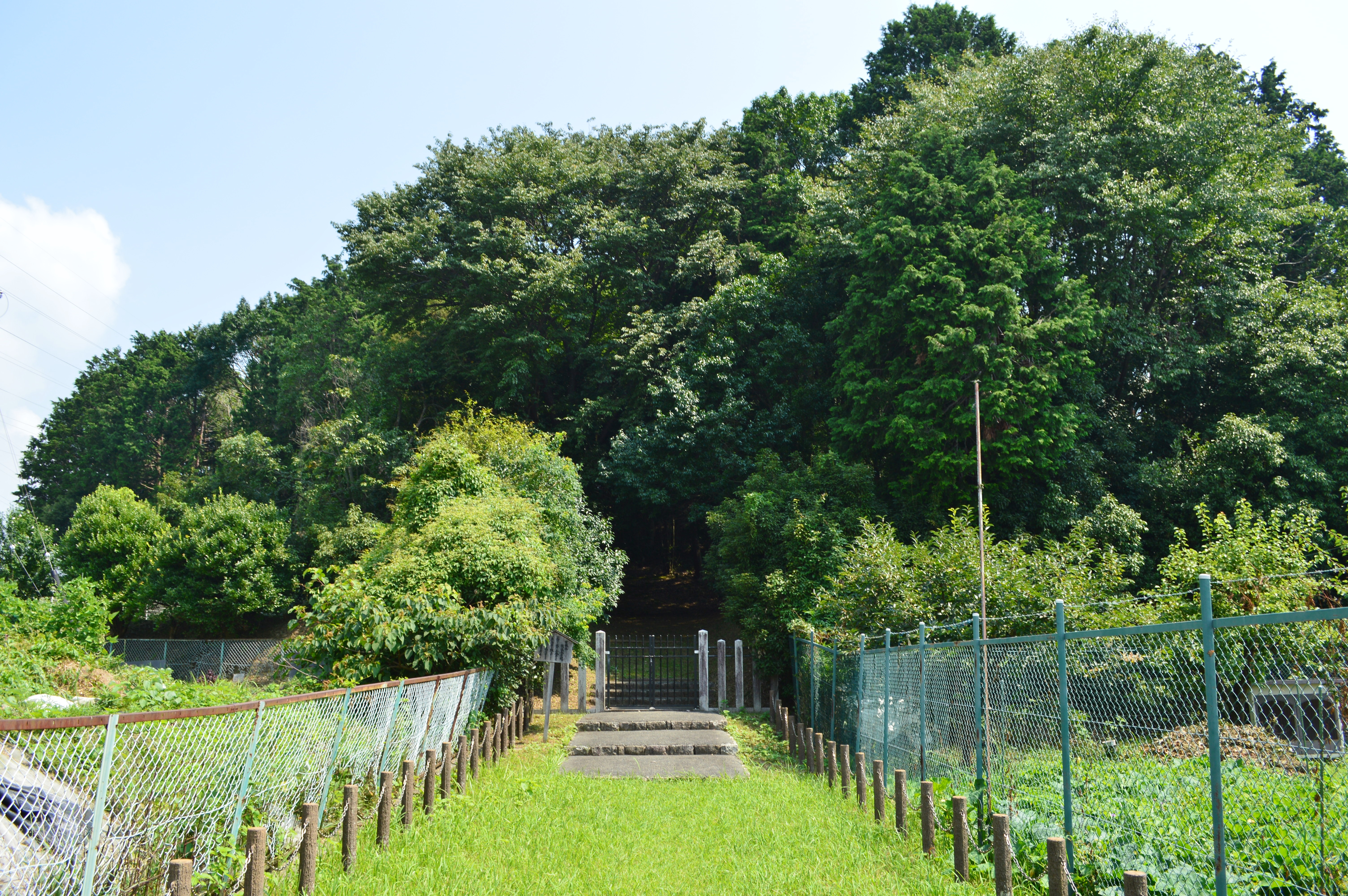
木の岡本塚古墳 墳丘

木の岡古墳群（このおかこふんぐん）は、滋賀県大津市木の岡町にある古墳群。
実際の被葬者は明らかでないが、木の岡本塚古墳（木の岡丸山古墳）が宮内庁により「下坂本陵墓参考地」（被葬候補者：第38代天智天皇皇后倭姫）として陵墓参考地に治定されているほか、5基がその陪冢（陪塚）に治定されている。

## 概要

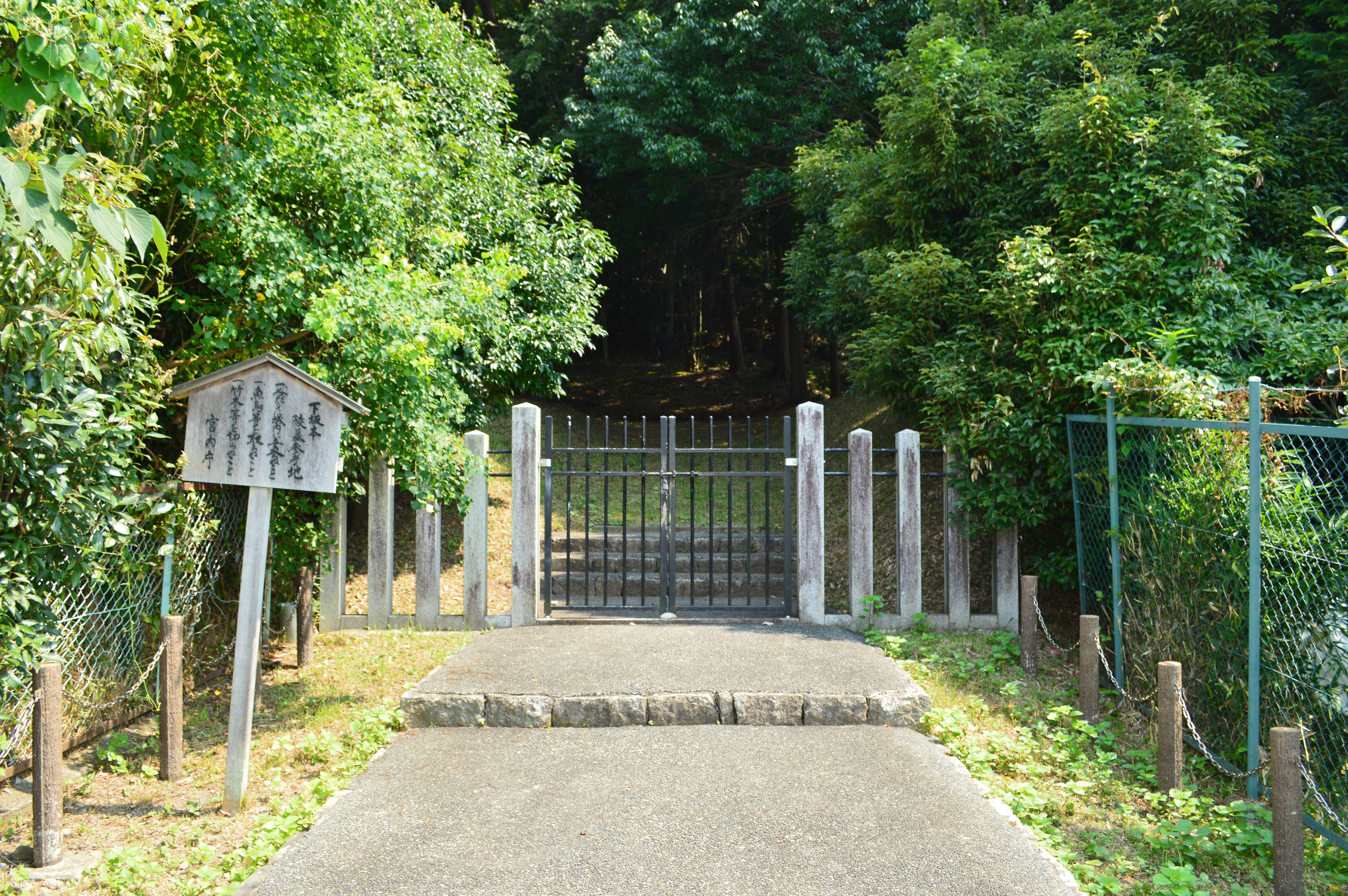
下坂本陵墓参考地 拝所

滋賀県南部、湖西南半において琵琶湖を望む木の岡丘陵に営造された古墳群である。丘陵上において前方後円墳1基（茶臼山）・帆立貝形古墳1基（本塚）・円墳3基（御前塚・首塚・新塚）の計5基が分布するほか、大宮川下流域の平地において円墳2基（車塚・鹿道：厳密には車塚古墳群）が分布する。
古墳群のうち最高所に位置する本塚古墳（丸山古墳）は、墳丘長73メートル・高さ10メートルを測る帆立貝形古墳である。墳丘は2段築成。墳丘外表では葺石が認められるが、埴輪は検出されていない。東側の円墳3基（御前塚・首塚・新塚）は本古墳の陪冢とする説がある。被葬者に関しては、時期は異なるが倭姫（第38代天智天皇皇后）とする伝承があり、宮内庁により陵墓参考地に治定されている。
また丘陵上最南に位置する茶臼山古墳は、墳丘長84メートル・高さ6メートル（後円部）を測る前方後円墳である。墳丘は1段築成。墳丘外表では葺石が認められるほか、少量の埴輪が認められる。埋葬施設は木棺直葬か粘土槨と推定される。1978年（昭和53年）の前方部北側における発掘調査では周濠が検出され、多量の壺形土器が出土している。この茶臼山古墳の前方部側には、かつて別の前方後円墳（墳丘長40メートル程度か）が存在したとされる。
この木の岡古墳群は、古墳時代中期の5世紀代の営造と推定される。周辺では終末期古墳の平石古墳などの築造も知られ、日吉大社の存在と考え合わせて、湖南地域では唯一の首長墓群として注目される古墳群である。

## 一覧
| 古墳名                | 所在地         | 位置                                    | 形状         | 規模      | 宮内庁治定               | 備考                        |
| --------------------- | -------------- | --------------------------------------- | ------------ | --------- | ------------------------ | --------------------------- |
| 本塚古墳 （丸山古墳） | 大津市木の岡町 | 北緯35度4分44.22秒 東経135度52分58.87秒 | 帆立貝形古墳 | 墳丘長73m | 下坂本陵墓参考地         | 2019年度測量調査            |
| 御前塚古墳            | 大津市木の岡町 | 北緯35度4分46.25秒 東経135度53分3.68秒  | 円墳         |           | 下坂本陵墓参考地飛地い号 |                             |
| 首塚古墳              | 大津市木の岡町 | 北緯35度4分42.72秒 東経135度53分1.32秒  | 円墳         |           | 下坂本陵墓参考地飛地ろ号 |                             |
| 茶臼山古墳            | 大津市木の岡町 | 北緯35度4分35.42秒 東経135度52分59.40秒 | 前方後円墳   | 墳丘長84m | 下坂本陵墓参考地飛地は号 | 1978年発掘調査              |
| 新塚古墳              | 大津市木の岡町 | 北緯35度4分45.13秒 東経135度53分4.85秒  | 円墳         |           | 下坂本陵墓参考地飛地ほ号 |                             |
| 車塚古墳              | 大津市比叡辻   | 北緯35度4分27.77秒 東経135度52分53.70秒 | 円墳         | 直径25m   | 下坂本陵墓参考地飛地に号 | 車塚古墳群 1990年度発掘調査 |
| 鹿道古墳              |                |                                         | 円墳         | 直径14.3m |                          | 車塚古墳群                  |

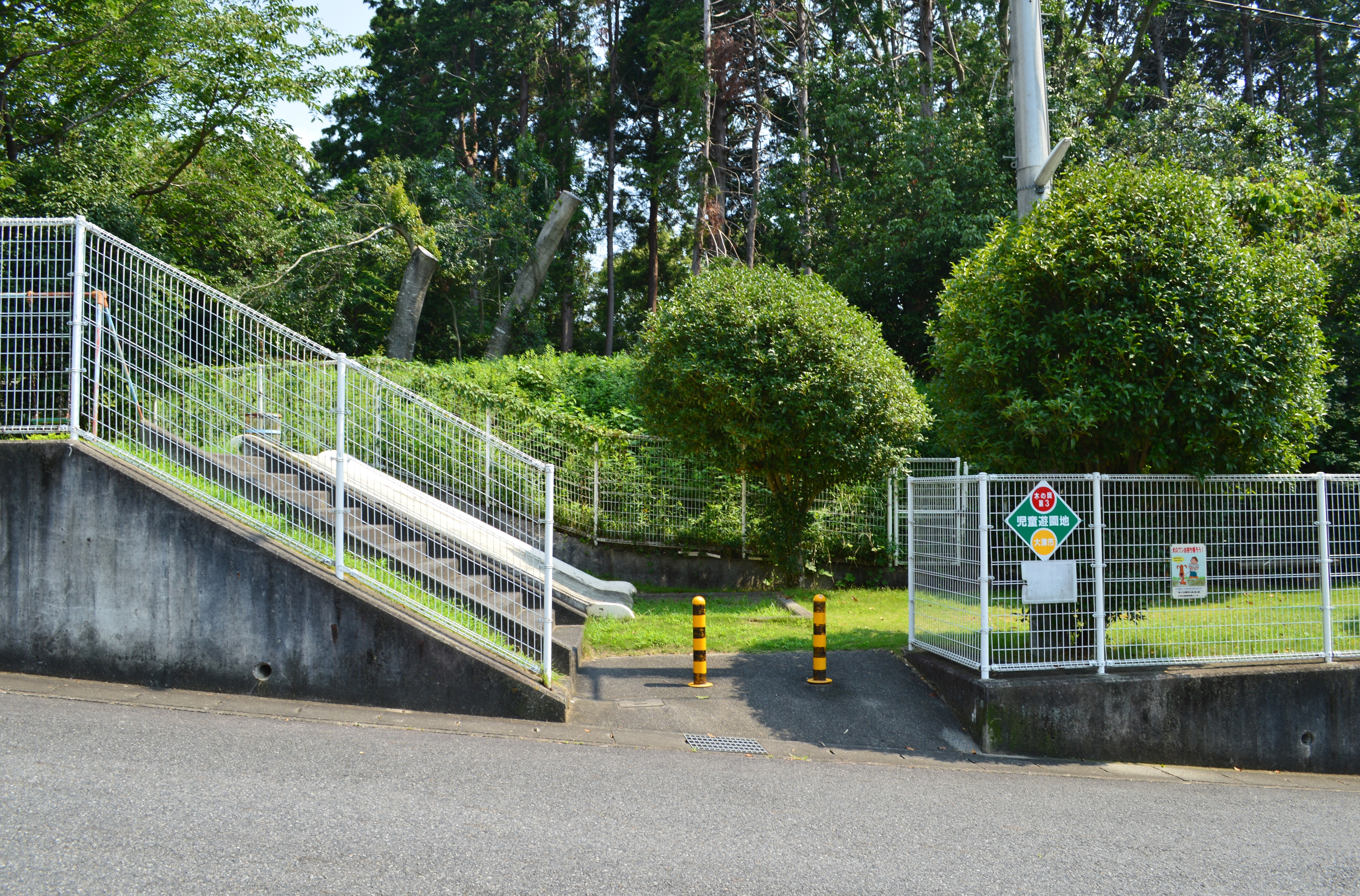
御前塚古墳（飛地い号）
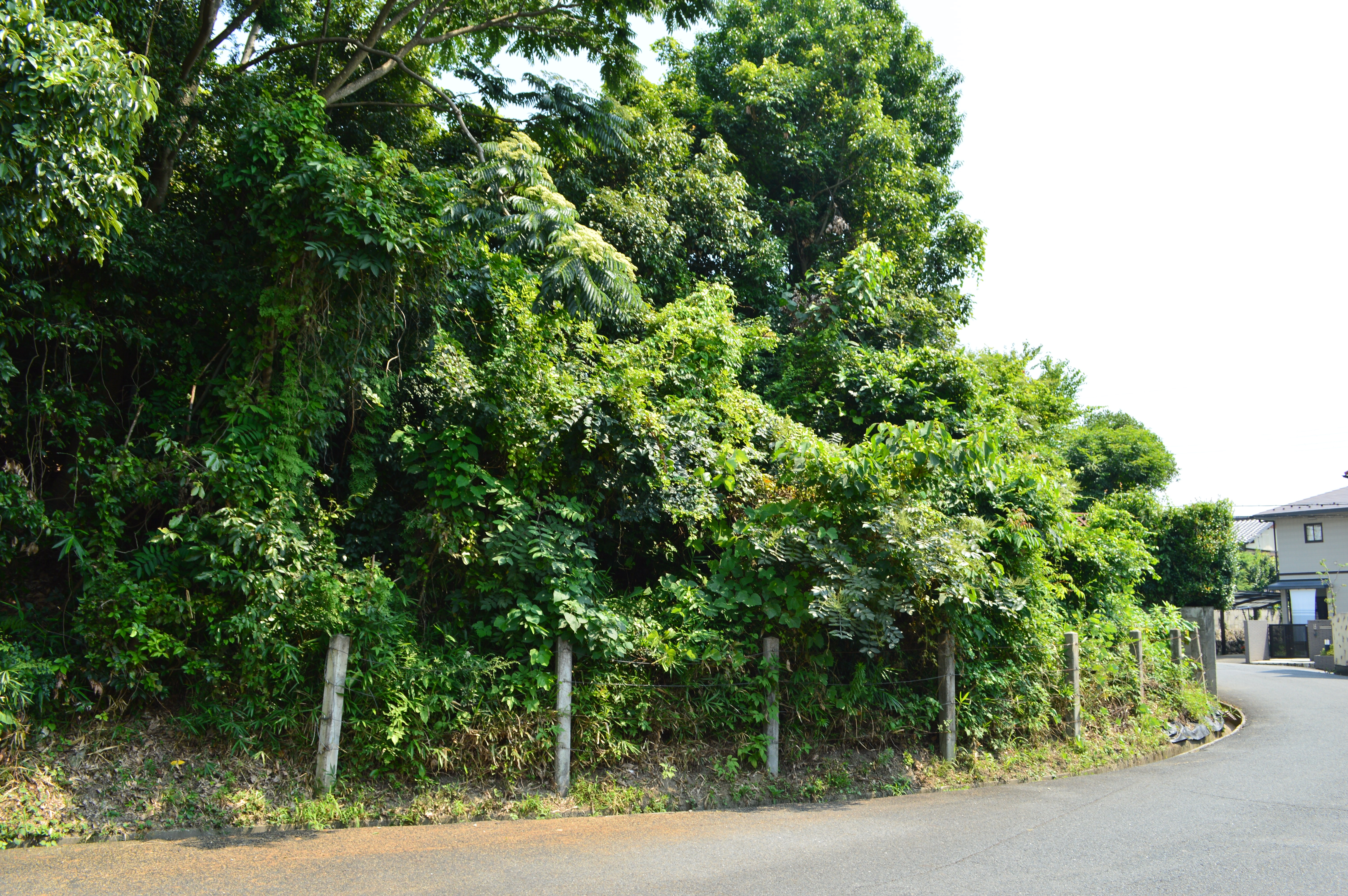
首塚古墳（飛地ろ号）
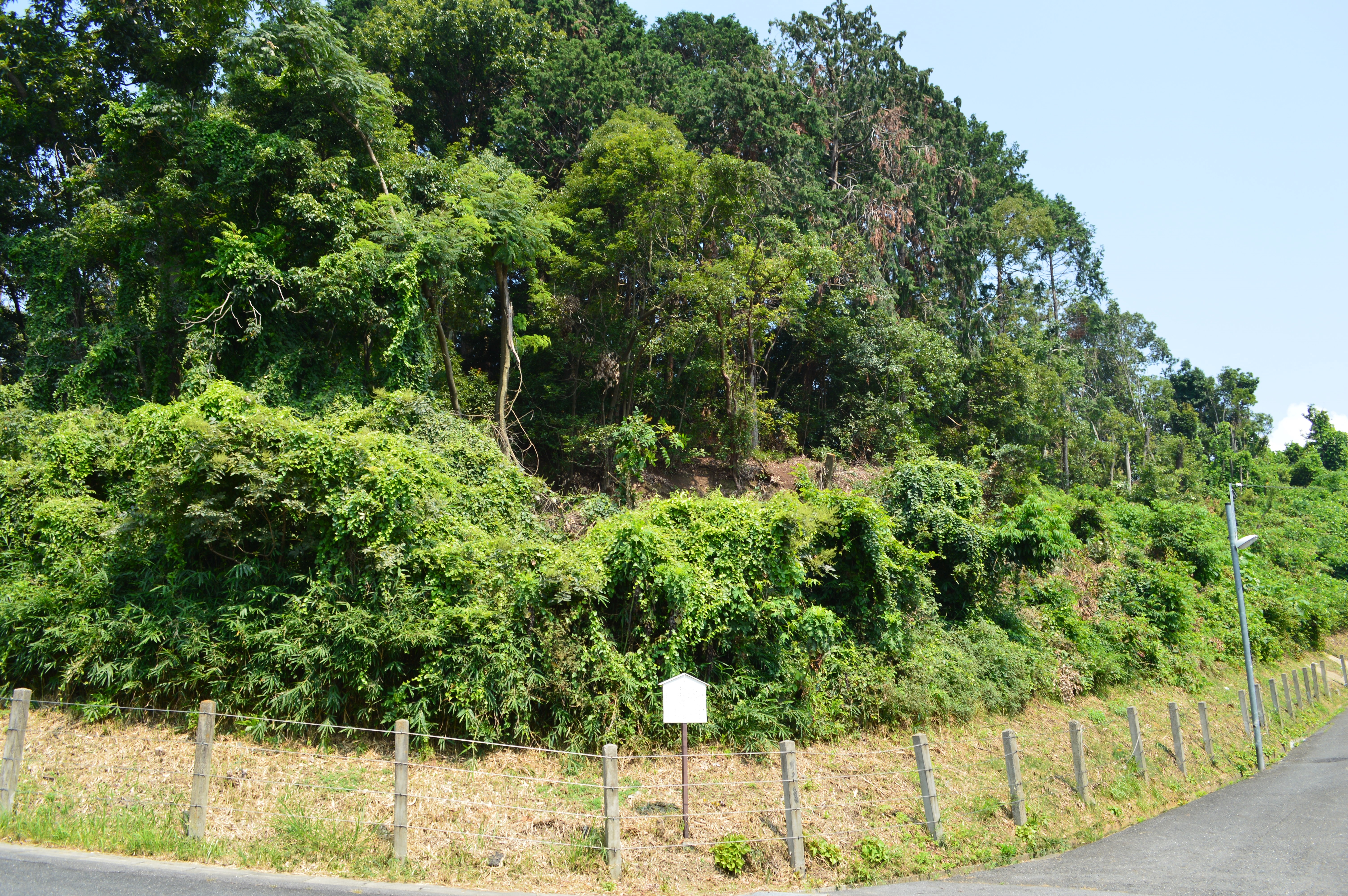
茶臼山古墳（飛地は号）
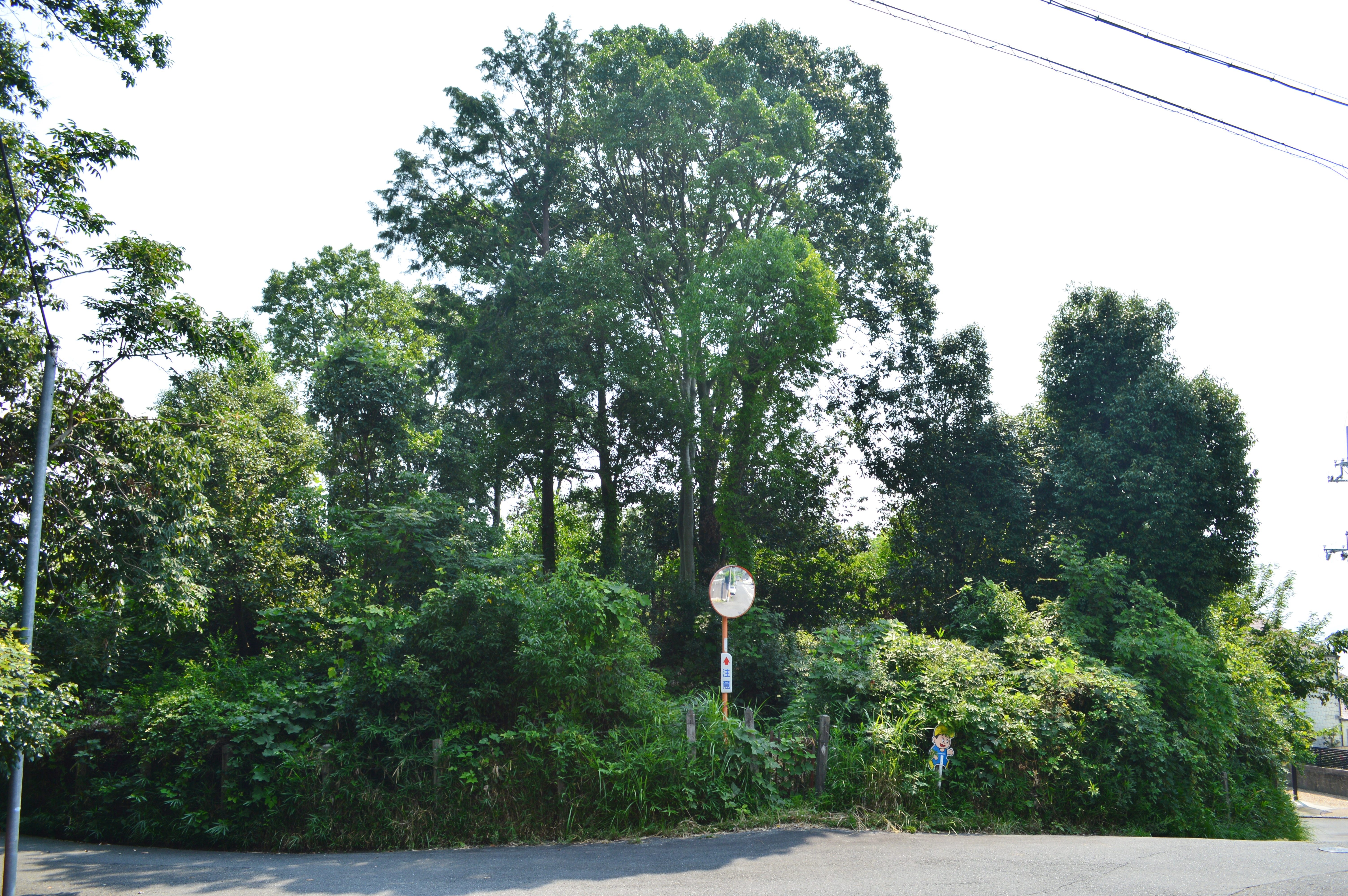
新塚古墳（飛地ほ号）
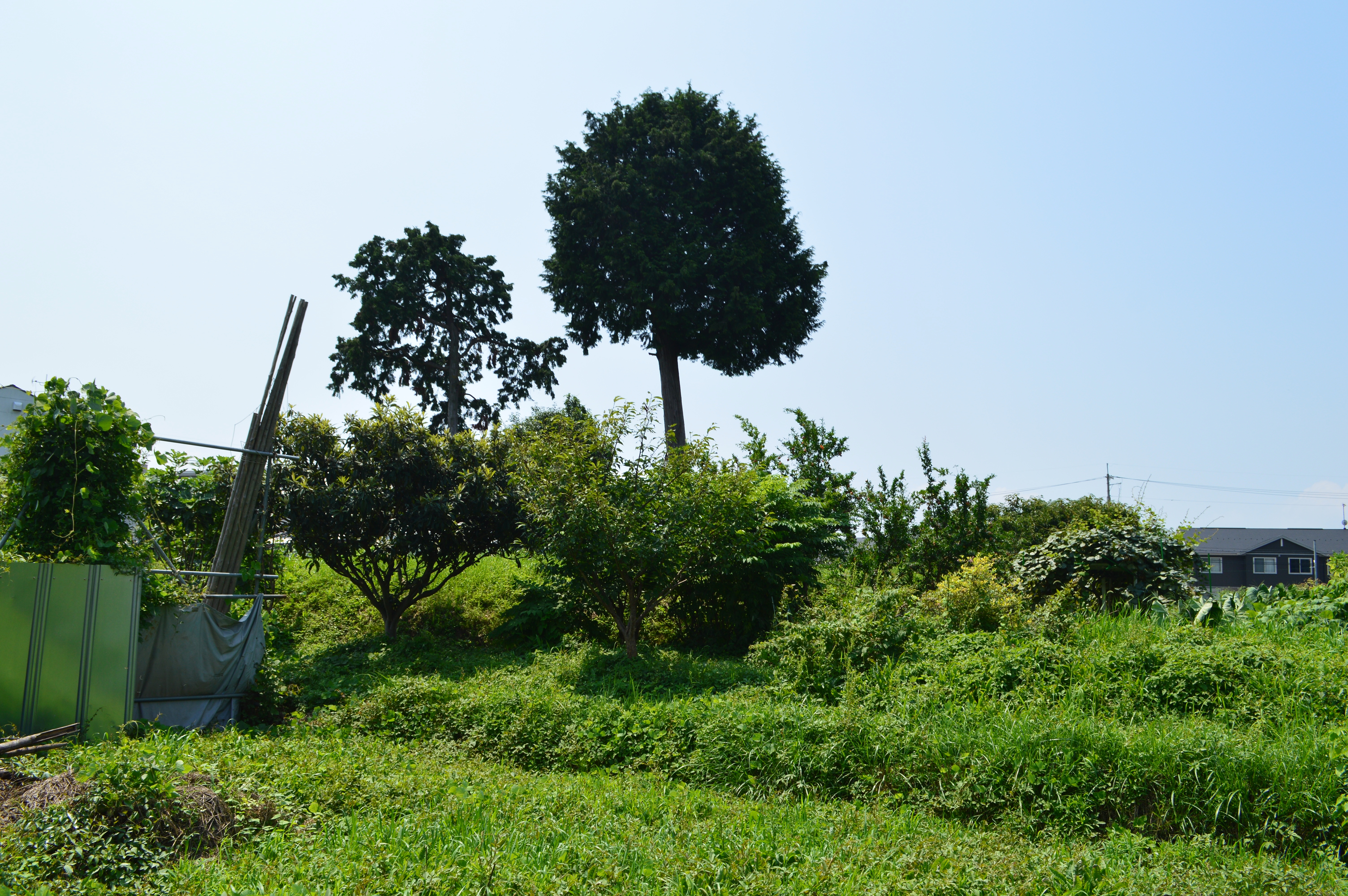
車塚古墳（飛地に号）

## 関連文献
（記事執筆に使用していない関連文献）
- 「木ノ岡古墳群」『埋蔵文化財包蔵地分布調査報告書（大津市埋蔵文化財調査報告書 2）』大津市教育委員会、1981年。